# Таня Карабелова
Таня Карабелова е български модел, „Мис България" през 2001 год. Участва в конкурса „Мис Свят 2001“, където се класира 11-а. Печели убедително „Топ Моделс 2002“ в Киев, Украйна с участието на топ модели от цял свят.

## Биография
Карабелова е родена в Разград на 18 август 1978 година. Завършва специалност Българска филология в ШУ „Епископ Константин Преславски“ и продължава със специалност Журналистика в Софийския университет. Работи в агенция „Визаж“.